# Q Who
"Q Who" é o décimo sexto episódio da segunda temporada da série de ficção científica estadunidense Star Trek: The Next Generation. É o 42º episódio geral da série e foi exibido pela primeira vez nos Estados Unidos por redifusão em 8 de maio de 1989. Foi escrito por Maurice Hurley e dirigido por Rob Bowman. The Next Generation se passa no século XXIV e acompanha as aventuras da tripulação da nave estelar USS Enterprise-D. Neste episódio, o ser onipotente Q enviada a Enterprise para o outro lado da galáxia, onde faz o primeiro contato com os Borg, uma espécie de ciborgues que assimilam outras espécies.
"Q Who" marcou a primeira aparição dos Borg em Star Trek, que foram criados por Hurley para substituírem os ferengis como os vilões recorrentes da série. O visual dos Borg foi inspirado nas obras de H. R. Giger; seus figurinos foram criados por Dorinda Wood, enquanto Michael Westmore desenvolveu as próteses usadas pelos atores. O episódio estourou seu orçamento e quase precisou de tempo extra de filmagens. "Q Who" teve bons números de audência e a recepção da crítica foi positiva, sendo descrito como o primeiro grande episódio da série. Foi indicado a três Prêmios Emmy do Primetime, vencendo dois.

## Enredo
Q aparece na USS Enterprise pedindo para se juntar à tripulação a fim de ajudá-los a explorar a galáxia, afirmando que eles não estão prontos para as ameaças que irão encontrar. O capitão Jean-Luc Picard rejeita a oferta e Q, irritado pela arrogância de Picard, envia a Enterprise milhares de anos-luz de distância para o outro lado da galáxia, desaparecendo logo em seguida. Eles pouco depois encontram uma nave estelar em formato de cubo que Guinan revela pertencer aos Borg, uma poderosa espécie de seres semelhantes a ciborgues. Um único Borg se transporta a bordo e começa a analisar os computadores da Enterprise. Tentativas iniciais de neutralizar o Borg falham e o tenente Worf é obrigado a matá-lo. Entretanto, um segundo Borg imune às armas da tripulação logo assume o lugar do primeiro, terminando seu trabalho e indo embora em seguida.
O Cubo Borg entra em contato com a Enterprise e exige sua rendição, imobilizando a nave com um raio trator, incapacitando seus escudos e cortando e removendo uma seção do casco, matando dezoito tripulantes. A Enterprise abre fogo e aparentemente incapacita o Cubo Borg, com uma equipe de desembarque se transportando a bordo da nave inimiga e descobrindo que os Borg estão regenerando e reparando seus danos. O Cubo Borg repentinamente se reativa e começa a perseguir a Enterprise, que não consegue fugir ou lutar. Q reaparece e avisa Picard que os Borg nunca irão parar de persegui-los e não podem ser derrotados. Picard admite que precisa de ajuda e Q leva a Enterprise de volta para casa. Guinan avisa Picard que os Borg agora sabem da existência da Federação dos Planetas Unidos e estarão vindo. Picard reflete que Q, apesar de tudo, fez a coisa certa ao avisar a Federação sobre o que irão encontrar no futuro.

## Produção
Gene Roddenberry, criador de Star Trek: The Next Generation, não queria reutilizar alienígenas de Star Trek: The Original Series, assim os ferengis foram desenvolvidos como os vilões principais da nova série. Entretanto, foi decidido após eles fazerem algumas aparições que eram muito cômicos para serem vilões, assim a equipe começou a procurar por um novo adversário. O roteirista e co-produtor executivo Maurice Hurley concebeu a ideia de uma espécie insetoide com uma mente coletiva. Restrições orçamentárias levariam essa ideia a se tornar os cibernéticos Borg, porém a ideia da mente coletiva permaneceu. Os Borg apareceriam em mais cinco episódios de The Next Generation, bem como no filme Star Trek: First Contact e nas séries de televisão Star Trek: Deep Space Nine, Star Trek: Voyager, Star Trek: Enterprise e Star Trek: Picard.
Foi originalmente planejado incluir os Borg no episódio "The Neutral Zone" da primeira temporada, porém o tempo para escrever o roteiro foi reduzido por causa de uma greve do sindicato dos roteiristas. Hurley desenvolveu a ideia do episódio em apenas um dia e meio, mas os elementos Borg foram removidos. "The Neutral Zone" foi originalmente concebido como um episódio em duas partes, com os romulanos e a Federação dos Planetas Unidos se unindo na segunda parte, mas isto foi descartado. O enredo estaria conectado com os alienígenas do episódio anterior, "Conspiracy". "The Neutral Zone" simplesmente mencionou a destruição de vários postos avançados por um inimigo desconhecido.
A aparência dos Borg foi inspirada no personagem Lorde Dread da série de televisão Captain Power and the Soldiers of the Future e nas obras do artista H. R. Giger. Os primeiros desenhos foram criados pela figurinista Dorinda Wood depois de ler o roteiro de "Q Who". Seu desenho mostrava tubos saindo e entrando nos trajes, porém ela deixou o desenho da cabeça para o maquiador Michael Westmore. Os adereços de cabeça e figurinos principais foram feitos por duas empresas diferentes, com Wood e Westmore trabalhando juntos para garantir que eles combinassem. A base dos adereços de cabeça foi feita de espuma; Westmore inicialmente usou miniaturas para criar moldes de poliuretano das partes eletrônicas, mas descobriu que era melhor usar eletrônicos de verdade de equipamentos danificados. Ele projetou um acessório de látex para permitir que os tubos fossem fixados na pele, deixando quase nada da pele dos atores exposta. As peles foram cobertas com bases de maquiagem branca a fim de ficarem com a aparência de zumbis.
"Q Who" foi a terceira aparição do ator John de Lancie como Q, depois de "Encounter at Farpoint" e "Hide and Q", este último tendo também sido escrito por Hurley, porém sob um pseudônimo. A atriz Lycia Naff estreou como a alferes Sonya Gomez, quem deveria se tornar uma personagem recorrente de maneira similar ao chefe Miles O'Brien, interpretado por Colm Meaney, que também apareceu neste episódio. Entretanto, Naff só fez mais uma aparição como Gomez no episódio seguinte; a personagem apareceu posteriormente nos livros da série Starfleet Corps of Engineers e Naff retornou ao papel no episódio "First First Contact" da segunda temporada de Star Trek: Lower Decks.
O episódio excedeu seu orçamento em cinquenta mil dólares e em certo momento um oitavo dia de filmagens chegou a ser programado, porém isto depois foi cancelado. Os gastos excessivos neste episódio e também em "Elementary, Dear Data" levaram à produção do clip show "Shades of Gray" para economizar dinheiro. O diretor Rob Bowman ficou por um tempo preocupado com "Q Who", afirmando que "não sabíamos no dia a dia se estávamos fazendo um fracasso ou um sucesso".

## Repercussão

### Audiência
"Q Who" foi exibido na semana começando em 5 de maio de 1989. Não foi ao ar em um dia ou horário específicos porque The Next Generation era transmitida nos Estados Unidos por redifusão. Teve um índice Nielsen de 10,3, refletindo o percentual de residências que assistiram ao episódio durante sua exibição. Foi a maior audiência desde "The Royale", quatro episódios antes, e permaneceu com números melhores que todos os episódios posteriores até "Booby Trap", o quinto da terceira temporada.

### Recepção
"Eu amo o momento quando um programa bom torna-se excelente. Eu amo todo o seu investimento e otimismo cada vez mais desesperado de repente valerem a pena. Tivemos bons episódios de [The Next Generation] antes deste, mas "Q Who?" dá um passo além e finalmente, finalmente tira o programa de trás da sombra de [The Original Series] de uma vez por todas... antes de agora, era possível perguntar legitimamente se [The Next Generation] poderia ficar em pé por conta própria. Isso não é mais uma questão."

—Zack Handlen
"Q Who" foi muito bem recebido. Keith R. A. DeCandido da Tor.com o descreveu como "uma das melhores horas" de The Next Generation e a apresentação dos Borg como "fenomenal". Ele afirmou que a interpretação de de Lancie era um "retorno triunfante", que Whoopi Goldberg trouxe "mistério e profundidade" para Guinan e que Patrick Stewart "arrasa" como Picard. Zack Handlen da The A.V. Club disse que o enredo era "brilhante" porque foi provado que Q estava certo. Ele achou que caso a tripulação tivesse elaborado alguma solução, o episódio teria sido apenas "forte", mas como Picard precisou pedir ajuda a Q, se tornou o primeiro "grande episódio" da série porque "admite que estes humanos... podem ser arrogantes, fracos e vencidos". Ian Berriman da SFX descreveu "Q Who" como "emocionante", já Scott Collura da IGN disse que era um "clássico".
O episódio foi indicado a três Prêmios Emmy do Primetime, vencendo dois. Wilson Dyer, Mace Matiosian,
Gerry Sackman, Guy Tsujimoto, William Wistrom e James Wolvington venceram em Melhor Edição de Som para uma Série, enquanto Alan Bernard, Doug Davey, Chris Haire e Richard Morrison venceram em Melhor Mixagem de Som para uma Série Dramática. Dan Curry, Ron Moore, Peter Moyer e Steve Price foram indicados em Melhor Realização em Efeitos Visuais Especiais, mas perderam para a minissérie War and Remembrance.

## Mídia caseira
"Q Who" foi lançado no formato VHS nos Estados Unidos e Canadá em 12 de outubro de 1994. Foi lançado em LaserDisc em 30 de julho de 1997 na coleção Q Continuum, que também incluía uma carta escrita por de Lancie. O episódio foi lançado em DVD nos Estados Unidos em 7 de maio de 2002 como parte da coleção da segunda temporada de The Next Generation. Foi relançado em DVD como parte das compilações Star Trek: Fan Collective – Borg em 7 de maio de 2006 e Star Trek: Fan Collective – Q em 6 de junho de 2006. Foi lançado em Blu-ray em 4 de dezembro de 2012 como parte da coleção da segunda temporada; este lançamento incluiu uma faixa de comentários em áudio com Bowman, Curry, Mike Okuda e Denise Okua. Como parte da campanha promocional para o lançamento do Blu-ray, "Q Who" e "The Measure of a Man" foram exibidos em um cinema por uma noite em 29 de novembro de 2012. Foi a segunda vez que episódios de The Next Generation foram exibidos no cinema.